# Vi Văn Liên
Vi Văn Liên là một tướng lĩnh Quân đội nhân dân Việt Nam. Chức vụ hiện tại (2015) của ông là Phó Tư lệnh Quân chủng Phòng không-Không quân, hàm Thiếu tướng.
Nguyên quán ông tại xã Đông Thành, huyện Thanh Ba, tỉnh Phú Thọ. Trước khi được bổ nhiệm làm Phó Tư lệnh Quân chủng Phòng không-Không quân, ông là Sư trưởng Sư đoàn 367 (đoàn Phòng không Thành phố Hồ Chí Minh), hàm Đại tá.
Năm 2009, ông được Thủ tướng thăng quân hàm từ Đại tá lên Thiếu tướng.